# Ádám Bogdán
Ádám Bogdán (* 27. September 1987 in Budapest) ist ein ungarischer Fußballtorwart. Er steht bei Ferencváros Budapest unter Vertrag.

## Karriere

### Verein
Ádám Bogdán begann seine Karriere in seiner Heimat bei Vasas Budapest, bei denen er die Jugendmannschaften durchlief, bevor er in der Saison 2005/06 in die erste Mannschaft aufrückte. Zu einem Einsatz kam er jedoch nicht und wurde in der nächsten Saison an den unterklassigen Vecsési FC verliehen. Bei seinen insgesamt neun Einsätzen weckte er das Interesse von Scouts der Bolton Wanderers, woraufhin der damals 20-Jährige für die U-21-Mannschaft des Vereins verpflichtet wurde. Sein Debüt für die erste Mannschaft gab er, nach einer kurzzeitigen Leihe zu Crewe Alexandra, am 29. August 2010 beim 2:2-Unentschieden gegen Birmingham City, als er in der 39. Minute für Martin Petrow eingewechselt wurde, nachdem Stammtorhüter Jussi Jääskeläinen die rote Karte gesehen hatte. Für die Wanderers stand er  in insgesamt 104 Ligaspielen zwischen den Pfosten.
Zur Saison 2015/16 wechselte er zum FC Liverpool, wo er sein erstes Ligaspiel am 20. Dezember 2015 gegen den FC Watford bestritt. Ein Jahr später wurde Bogdán zur Saison 2016/2017 an Wigan Athletic in die zweite englische Liga verliehen.

### Nationalmannschaft
Bogdán spielte insgesamt sieben Mal für die ungarische U-21-Nationalmannschaft. Zum Freundschaftsspiel gegen Belgien am 14. November 2009 stand er erstmals im Kader der A-Nationalmannschaft, kam jedoch zu keinem Einsatz. Sein Debüt gab er schließlich am 3. Juni 2011 im Freundschaftsspiel gegen Luxemburg unter Trainer Sándor Egervári, der seinerzeit die erste Mannschaft von Vasas Budapest trainiert hatte, als Bogdán noch für deren Amateurmannschaft spielte. Bogdán kam in einigen weiteren Freundschaftsspielen und Qualifikationsspielen für die WM 2014 und die EM 2016 zum Einsatz, musste zumeist jedoch Gábor Király den Vortritt lassen. Nachdem sich Ungarn für die EM 2016 qualifiziert hatte, war Bogdán hinter Király, Dénes Dibusz und Péter Gulácsi nur der vierte Torhüter und verpasste somit die EM-Teilnahme. Im Juni 2021 kam er im Freundschaftsspiel gegen Irland nach fünf Jahren wieder zu einem Länderspieleinsatz und stand bei der Fußball-Europameisterschaft 2021 als einer von drei Torhütern neben Gulácsi und Dibusz im ungarischen EM-Kader.